# Aphelia nutans
Aphelia nutans är en gräsväxtart som beskrevs av Joseph Dalton Hooker och George Bentham. Aphelia nutans ingår i släktet Aphelia och familjen Centrolepidaceae. Inga underarter finns listade i Catalogue of Life.